# Jüdischer Friedhof (Barcin)
Koordinaten: 52° 52′ 2″ N, 17° 56′ 6″ O

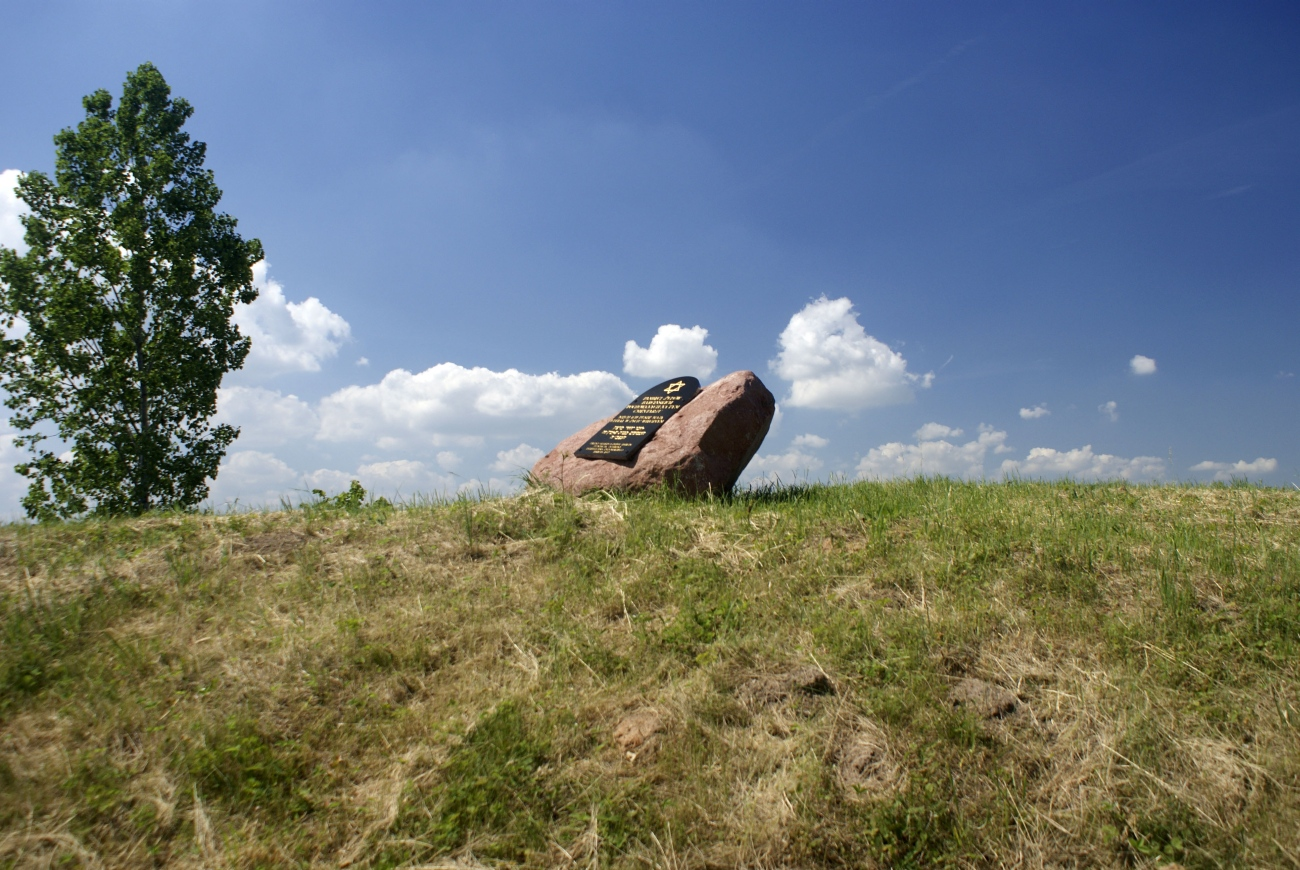
Jüdischer Friedhof in Barcin mit Gedenkstein

Der Jüdische Friedhof in Barcin (deutsch Bartschen), einer polnischen Stadt im Powiat Żniński in der Woiwodschaft Kujawien-Pommern, wurde in der Mitte des 18. Jahrhunderts angelegt. Der jüdische Friedhof wurde zerstört.
Auf dem circa 2800 Quadratmeter großen Friedhof sind keine Grabsteine mehr erhalten. Lediglich ein Gedenkstein erinnert an den jüdischen Friedhof und die ehemalige jüdische Gemeinde.